# 6ème Arrondissement
Das 6ème Arrondissement ist ein Arrondissement im Departement Littoral in Benin. Es ist eine Verwaltungseinheit, die der Gerichtsbarkeit der Kommune Cotonou untersteht und selbst ein Teil des beninischen Hauptortes Cotonou ist. Gemäß der Volkszählung von 2013 hatte das 6ème Arrondissement 75.336 Einwohner, davon waren 35.791 männlich und 39.545 weiblich.

## Geographie
Als Teil der Stadt Cotonou liegt das Arrondissement im Süden des Landes nahe am Atlantik.
Das 6ème Arrondissement setzt sich aus 19 Stadtteilen zusammen:
1. Ahouansori Agata
2. Ahouansori Agué
3. Ahouansori Ladji
4. Ahouansori Towéta
5. Ahouansori Towéta Kpota
6. Aidjèdo
7. Aidjèdo Ahito
8. Aidjèdo Gbègo
9. Aidjèdo Vignon
10. Dantokpa
11. Djidjè
12. Djidjè Aïchédji
13. Gbèdjromèdé
14. Gbèdjromèdé Sud
15. Hindé Nord
16. Hindé Sud
17. Jéricho  Nord
18. Jéricho Sud
19. Vossa